# Raja nakrapiana
Raja nakrapiana (Raja montagui) – gatunek ryby chrzęstnoszkieletowe z rodziny rajowatych (Rajidae).

## Występowanie
Północny Atlantyk od wysp Szetlandzkich do wybrzeża północnej Afryki i Wysp Kanaryjskich. Występuje także w południowej części Morza Północnego i w Morzu Śródziemnym.
Występuje w wodach przybrzeżnych na głębokości od 25 do 100 m, nad dnem piaszczystym lub mulistym.

## Cechy morfologiczne
Osiąga maksymalnie do 1 m długości. Ciało spłaszczone grzbietobrzusznie o kształcie rombowatej tarczy z wklęsłą przednią częścią, płetwy piersiowe kanciasto o niezbyt ostrych krawędziach. Pysk nieco wydłużony, rozwartokątny. U młodych ryb skóra pokryta kolcami tylko w obrębie pyska, u ryb dorosłych także za oczami. Wzdłuż linii grzbietu ciągnie się szereg kolców (u młodych jest ich 30, u dorosłych 40–50). Samce mają dodatkowo ruchome kolce na pysku i przedniej części płetw piersiowych. Uzębienie składa się z 50–60 zębów, u samców spiczastych a u samic zaokrąglonych. Dwie płetwy grzbietowe, małe osadzone na końcu trzonu ogonowego, pomiędzy nimi 1–3 kolce. Płetwa ogonowa uwsteczniona, płetwy odbytowej brak.
Strona grzbietowa w zależności od zasiedlanego rejonu szara, jasnobrązowa lub żółtawa z wieloma małymi, czarnymi plamami, które jednak nie sięgają brzegów tarczy ciała. Często na płetwach piersiowych znajduje się po jednej żółtej plamie z ciemnym środkiem, otoczonej pierścieniem czarnych punktów. Strona brzuszna biaława lub różowa.

## Odżywianie
Żywi się małymi zwierzętami żyjącymi na dnie. 

## Rozród
Ryba jajorodna.